# 23. Unterseebootsflottille
A 23. Unterseebootsflottille foi uma unidade militar da Kriegsmarine que atuou durante a Segunda Guerra Mundial.
A unidade foi formada em 11 de setembro de 1941 e atuou principalmente no leste do Mediterrâneo. A unidade foi dispensada no mês de maio de 1942 e os seus U-Boots foram entregues à 29. Unterseebootsflottille.
A Flotilha foi reformada em setembro de 1943 como sendo uma Flotilha de treinamento. A unidade foi dispensada em março de 1945.

## Bases
| Setembro de 1941 - Maio de 1942 | Salamis (Grécia) |
| Agosto de 1943 - Março de 1945  | Danzigue         |

## Comandantes
| Comandante              | Data                            |
| ----------------------- | ------------------------------- |
| Kptlt. Fritz Frauenheim | Setembro de 1941 - Maio de 1942 |
| Korvkpt. Otto von Bülow | Agosto de 1943 - Março de 1945  |

## Tipos de U-Boot
Serviram nesta flotilha um os seguintes tipos de U-Boots:
| até 1942  | VIIB e VIIC       |
| após 1943 | VIIA, VIIB e VIIC |

## U-Boots
Foram designados ao comando desta Flotilha um total de 9 U-Boots durante a guerra:
U-75, U-77, U-79, U-83, U-97, U-133, U-331, U-371, U-559